# Vráž (Boemia meridionale)
Vráž è un comune della Repubblica Ceca facente parte del distretto di Písek, in Boemia Meridionale.